# Житница (Пловдивская область)
Житница (болг. Житница) — село в Болгарии. Находится в Пловдивской области, входит в общину Калояново. Население составляет 1546 человек.

## Политическая ситуация
В местном кметстве Житница, в состав которого входит Житница, должность кмета (старосты) исполняет Цецка Антонова Йотова (независимый) по результатам выборов.
Кмет (мэр) общины Калояново — Александр Крыстев Абрашев (коалиция из четырёх партий: Граждане за европейское развитие Болгарии (ГЕРБ), Союз демократических сил (СДС), Демократы за сильную Болгарию (ДСБ), Земледельческий народный союз (ЗНС)) по результатам выборов.